# ألبرت غرينير (عازف بيانو)
ألبرت غرينير هو عازف بيانو كندي، ولد في 31 أغسطس 1939.